# Ракитное (Амурская область)
Раки́тное — село в Ивановском районе Амурской области, Россия. Входит в состав Новоалексеевского сельсовета.

## География
Село Ракитное расположено к северо-востоку от районного центра Ивановского района села Ивановка.
Дорога к селу Ракитное идёт через село Луговое, расстояние от Ивановки — 20 км.
На север от села Ракитное идёт дорога к административному центру Новоалексеевского сельсовета селу Новоалексеевка.

## История
В 1966 году решением Амурского облисполкома Совета депутатов трудящихся зарегистрирован и присвоено наименование населённому пункту 3-го отделения Новоалексеевского совхоза село Ракитное.

## Население
| 2002 | 2010 | 2012 | 2013 | 2014 | 2015 | 2016 |
| ---- | ---- | ---- | ---- | ---- | ---- | ---- |
| 161  | ↘73  | ↘71  | ↘67  | →67  | ↗79  | ↘77  |
| 2017 | 2018 |      |      |      |      |      |
| ↘74  | ↘66  |      |      |      |      |      |

## Инфраструктура
- Сельскохозяйственные предприятия Ивановского района.